# Studie (Schach)
In einer Studie wird zu einer meist im Diagramm vorgegebenen Ausgangsstellung die einer Schachpartie natürlichste Forderung nach Gewinn oder Rettung der Partie (Remis) gestellt, gleichgültig, wie viele Züge dazu erforderlich sind. Deshalb ist die Studie die mit der Partie am engsten verbundene Form der Schachkomposition. Wie auch in Schachaufgaben werden die Diagrammstellungen normiert: Weiß hat die Forderung zu erfüllen und beginnt, es sei denn, unter dem Diagramm wird ausdrücklich angegeben, dass Schwarz am Zuge ist, oder Weiß hatte retroanalytisch beweisbar keinen letzten Zug. Der Weg zur Realisierung der gestellten Forderung heißt Lösung der Studie. Studien werden häufig mit Endspielen assoziiert, sind jedoch nicht darauf beschränkt.

## Grundlagen der Studienkomposition
Stellung und Lösung einer Studie sind in der Regel Ergebnis einer vom Autor verfolgten Idee, seltener geben Partien die Anregung zur dargestellten Idee. Häufig werden im Entstehungsprozess der Studie Inhalt und Ausgangsstellung geändert, um künstlerischen Kriterien besser zu genügen oder technische Aspekte in der Lösung zu berücksichtigen. Diese Tätigkeit nennt man in Analogie zum Vorgehen in Musik oder anderen Kunstrichtungen komponieren.
Wie heutzutage in der Schachkomposition üblich, wird von der Lösung gefordert, dass sie eindeutig ist. Das war in der Vergangenheit keineswegs immer so. So gab zum Beispiel Richard Réti in seinen Studien partienahen Stellungen den Vorzug, auch dann, wenn ihre Lösung an einer Stelle für Weiß zwei gleichwertige die Grundidee der Lösung nicht trennende Züge erlaubte.
Jede Abweichung von der Autorlösung entwertet eine Komposition. Sie ist dann inkorrekt. Abweichungen im ersten Zug sind Nebenlösungen, eine Mehrdeutigkeit in den Folgezügen der Lösung heißt Dual. Mitunter werden dabei kleine Kompromisse eingegangen, indem meist in nicht zum Thema gehörenden Nebenvarianten kleine Duale (Minor-Duale) oder nicht die Lösung voranbringende Zugwiederholungen in Gewinnstudien als zulässig erklärt werden. Eine weitere Form der Unkorrektheit ist die Widerlegung der Autorlösung durch eine vom Autor nicht beachtete Fortsetzung von Schwarz.
Der Begriff Studie wurde 1851 von Bernhard Horwitz und Josef Kling in ihrem Buch Chess Studies (zu deutsch: Schachstudien) geprägt. In der neuesten Ausgabe der Studiensammlung von Harold van der Heijden (hhdbiii) werden 67.691 Studien gezählt. Streng genommen ist diese Zahl jedoch zu hoch, denn die Sammlung enthält zu zahlreichen Positionen (teilweise inkorrekte) Modifikationen, Plagiate, Mehrlinge werden in jeder Phase einzeln gezählt, Partiestellungen sind in die Sammlung aufgenommen worden und schließlich gibt es zahlreiche theoretische Endspielstellungen, die strengen Maßstäben an eine moderne Studie nicht genügen. Man kann diese Zahl folglich nicht ansehen als Anzahl der in der Sammlung enthaltenen Studien. In mehreren Artikeln hat Harold van der Heijden über Abschätzungen die Annahme aufgestellt, dass in seiner Sammlung 80 bis 85 Prozent aller jemals erschienenen Studien enthalten seien. Allerdings können die Voraussetzungen für diese Abschätzungen nicht bewiesen werden (unbekannte und verschollene Quellen aus Vergangenheit und weit entfernten Regionen), so dass es nicht sinnvoll erscheint, solche Zahlen zu propagieren.
Es gibt zahlreiche Gemeinsamkeiten von Studien und Schachaufgaben einerseits als auch von Studien und Partien andererseits. Die Forderung nach einem Matt in einer exakt festgelegten Anzahl von Zügen in orthodoxen Aufgaben führt im Kompositionsprozess nicht selten zu Figurenkonstellationen auf dem Brett, die nicht mehr als partiegemäß angesehen werden können. Das Prinzip strengster Ökonomie der eingesetzten Mittel kann dann nicht mehr durchgehalten werden. In idealen Studien ist jeder Stein an der Lösung aktiv beteiligt, in der Endstellung der Lösung gibt es weder weiße noch schwarze unbeteiligte Steine (sogen. Nachtwächter). Man kann sagen, dass in Studien ein bestimmtes Thema in ökonomischer, künstlerisch wertvoller Form partiegemäß dargestellt wird. Das gelingt in Partien kaum, da praktische Aspekte wie Variantenberechnung oft unter Zeitdruck und damit verbunden die Unmöglichkeit einer exakten Stellungseinschätzung die Suche nach dem ästhetischen Gewinn- bzw. Remisweg meist nicht gestatten.
Bei einer Aufnahme in die FIDE-Alben zählt eine Studie 1,67 Punkte, während andere Arten der Komposition einen Punkt einbringen. Somit sind weniger Studien als andere Kompositionen erforderlich, um einen Meistertitel der Komposition zu erhalten.

## Geschichte

### Mansuben
Bereits vor mehr als einem Jahrtausend existierten Studien mit den damaligen Regeln. Diese werden zusammen mit Schachaufgaben der damaligen Zeit als Mansuben bezeichnet.
Solche Stellungen wurden zuerst aus dem arabischen Raum bekannt.  Viele Mansuben enden mit Matt, aber es gibt auch andere Kompositionen mit Beraubungssiegen. Mansuben, deren Position nur aus Königen, Springern und Türmen besteht, sind auch heute noch für die Endspieltheorie relevante Studien, da sich die Zugmöglichkeiten für diese Figuren nicht wesentlich geändert haben. Bekannte Autoren der damaligen Zeit waren unter anderem al-Adli und ar-Razi, die auch als die stärksten Spieler galten.
|   | a | b | c | d | e | f | g | h |   |
| 8 |   |   |   |   |   |   |   |   | 8 |
| 7 |   |   |   |   |   |   |   |   | 7 |
| 6 |   |   |   |   |   |   |   |   | 6 |
| 5 |   |   |   |   |   |   |   |   | 5 |
| 4 |   |   |   |   |   |   |   |   | 4 |
| 3 |   |   |   |   |   |   |   |   | 3 |
| 2 |   |   |   |   |   |   |   |   | 2 |
| 1 |   |   |   |   |   |   |   |   | 1 |
|   | a | b | c | d | e | f | g | h |   |

Lösung:

1. Tf6–g6+ Kg7–f8

2. Th6–h8+ Kf8–e7

3. Th8–h7+ Ke7–f8

4. Th7–f7+ Kf8–e8

5. Tg6–g8 matt

### Studien bis 1851
Trotz der frühen Wurzeln der Schachstudien wurden erst viel später Weiterentwicklungen und die Etablierung der Schachstudie als eigenständige Kunstform vollzogen. Vorgänger heutiger Studien waren vor allem endspieltheoretische systematische Untersuchungen wie von François-André Danican Philidor in seiner 1749 erschienenen Analyse des Schachspiels. Erst Mitte des 19. Jahrhunderts, als sich auch Schulen der Schachkomposition entwickelten, etablierte sich die Studie als Kunstform, wobei das 1851 erschienene Werk von Kling und Horwitz als wegweisend gilt.
Nachdem die neuen Schachregeln eingeführt wurden, erschienen heute als bedeutend geltende Schachbücher, in denen die Autoren partieähnliche Stellungen mit der Forderung nach einem Gewinn oder Remis versahen oder einfache Endspiele analysierten. Bekannte Werke sind etwa Lucenas Repetición de amores e arte de axedrez (1497), das zugleich eines der ältesten gedruckten Schachbücher ist und starke Ähnlichkeit mit der Göttinger Handschrift (zwischen 1500 und 1505) aufweist, Ercole del Rios Sopra il Giuoco degli Scacchi (1750), Giambattista Lollis Osservazioni Teorico-Pratiche sopra il Giuoco degli Scacchi (1763) und Philipp Stammas Bücher. Stamma entwickelte bereits einen eigenen Stil, indem er oft Mattdrohungen gegen den weißen König aufstellte, die mit Opfern abgewehrt werden mussten. In einer Zeitschrift erschienen Originalstudien erstmals im Jahr 1817. Dabei handelte es sich um fünf Kompositionen von William Lewis in der Zeitschrift Oriental Chess.
|   | a | b | c | d | e | f | g | h |   |
| 8 |   |   |   |   |   |   |   |   | 8 |
| 7 |   |   |   |   |   |   |   |   | 7 |
| 6 |   |   |   |   |   |   |   |   | 6 |
| 5 |   |   |   |   |   |   |   |   | 5 |
| 4 |   |   |   |   |   |   |   |   | 4 |
| 3 |   |   |   |   |   |   |   |   | 3 |
| 2 |   |   |   |   |   |   |   |   | 2 |
| 1 |   |   |   |   |   |   |   |   | 1 |
|   | a | b | c | d | e | f | g | h |   |

Lösung:

1. Tc4–h4! Dh3xh4

2. Db3–g8+!! Kh8xg8

3. Sc6–e7+ Kg8–h8

4. Se5–f7+ Tf8xf7

5. Tc1–c8+ Tf7–f8

6. Tc8xf8 matt.
Stammas Stück weist noch keine logische Zweckreinheit auf, die vorhanden wäre, wenn der Tc4 beispielsweise auf f4 stünde und somit 1. Tf4–h4!! allein dem Zweck dienen würde, die schwarze Dame von c8 abzulenken. In Stammas Fassung wird zusätzlich die Diagonale a2–g8 freigelegt.

### Studien nach 1851
Mit der Veröffentlichung des Buches Chess Studies, or endings of games von Josef Kling und Bernhard Horwitz etablierte sich der Begriff „Studie“ für diese Form der Schachkomposition. Zunächst waren Figurengewinne, Kampf um die Bauernumwandlung und das erstickte Matt beliebte Motive für Studien. Neben weiteren partienahen Stücken mit viel Materialeinsatz erschienen vor allem weitere theoretische Endspiele. Das erste reine Studienturnier fand 1862 im Rahmen des Londoner Schachkongresses, eines Schachpartieturniers, statt. Dabei fanden auch Turniere für andere Kompositionsarten statt.
Es dauerte jedoch noch einige Zeit, bis auch von Zeitschriften regelmäßige Studienturniere ausgerichtet wurden.
|   | a | b | c | d | e | f | g | h |   |
| 8 |   |   |   |   |   |   |   |   | 8 |
| 7 |   |   |   |   |   |   |   |   | 7 |
| 6 |   |   |   |   |   |   |   |   | 6 |
| 5 |   |   |   |   |   |   |   |   | 5 |
| 4 |   |   |   |   |   |   |   |   | 4 |
| 3 |   |   |   |   |   |   |   |   | 3 |
| 2 |   |   |   |   |   |   |   |   | 2 |
| 1 |   |   |   |   |   |   |   |   | 1 |
|   | a | b | c | d | e | f | g | h |   |

Lösung:

1. Td6–a6+ Tb7–a7 2. Dh2–g2+ Db8–b7 3. Ta6–c6! Ta7–a5! 4. Kh1–h2!! Ka8–b8 5. Dg2–g3+ Kb8–a8 6. Dg3–f3! Ka8–a7! 7. Df3–e3+ Ka7–a8 8. De3–e4! Ka8–b8 9. De4–f4+ Kb8–a8 10. Tc6–c7! Db7–b2+ 11. Kh2–h3 Db2–b3+ 12. Kh3–h4 und Gewinn. Die ursprüngliche Lösung setzte mit  12. … Ta5–b5 13. Tc7–c8+ Tb5–b8 14. Tc8–c4 Tb8–b5 15. Df4–e4+ Ka8–b8 16. De4–e8+ Kb8–a7 17. De8–d7+ Ka7–a6 18. Tc4–c6+ Tb5–b6 19. Tc6–c8 Ka6–a5 20. Tc8–a8+ Tb6–a6 21. Dd7–c7+ fort, später stellte sich jedoch heraus, dass ab dem 13. Zug auch noch andere Gewinnmöglichkeiten existieren.
Mit dem Ende des 19. Jahrhunderts entstand die Kompositionsrichtung der reinen Kunststudie, als deren Begründer Alexei Troizki gilt. Bei dieser Richtung steht die Idee des Stücks im Vordergrund, wobei dieselben künstlerischen Anforderungen wie an orthodoxe Aufgaben gestellt werden. In den 1930er Jahren bildete sich darauf basierend die sowjetische Schule der Schachkomposition heraus, die neben Problemen auch Studien behandelte und als deren Vertreter im Studienbereich unter anderem Filipp Bondarenko, Genrich Gasparjan und Wladimir Korolkow gelten. Theoretiker wie Henri Rinck und André Chéron setzten jedoch auch weiterhin die Untersuchungen der Endspiele fort. Chérons umfangreiches Lehr- und Handbuch der Endspiele gilt so als Standardwerk.

## Moderne Studien
Mit den Komponisten des anfangenden 20. Jahrhunderts wie Henri Rinck, Nikolai Grigoriew und Alexei Troizki bildeten sich verschiedene Kompositionsstile, teilweise unter dem Einfluss der neudeutschen Schule des Schachproblems, heraus. Troizki tolerierte Minor-Duale, wenn deren Beseitigung unökonomisch oder unästhetisch wäre. Unten sind einige Beispiele für Themen, die in Studien vorkommen können, aufgeführt.

### Böhmische Themen
Bekanntlich kultiviert die Böhmische Schule vorwiegend im Dreizüger die Mattbilder. Drei Mustermatts sind für gediegene Aufgaben die Norm. Dieser Stil kann für die Studie adaptiert werden, wobei nicht nur ideale Matt-, sondern auch Patt-Stellungen, oder gar komplexere Endpositionen zu anderen Themen wie Festung in ökonomischer Form dargestellt werden.
|   | a | b | c | d | e | f | g | h |   |
| 8 |   |   |   |   |   |   |   |   | 8 |
| 7 |   |   |   |   |   |   |   |   | 7 |
| 6 |   |   |   |   |   |   |   |   | 6 |
| 5 |   |   |   |   |   |   |   |   | 5 |
| 4 |   |   |   |   |   |   |   |   | 4 |
| 3 |   |   |   |   |   |   |   |   | 3 |
| 2 |   |   |   |   |   |   |   |   | 2 |
| 1 |   |   |   |   |   |   |   |   | 1 |
|   | a | b | c | d | e | f | g | h |   |

Lösung:

1. Lb8–a7! De8xh5!

2. Tb6–h6+ Kc5–b5

3. Sc2–d4+ Kb5–a5

4. Th6xh5 Lb4–d6+

5. Kh2xh3 Se2–f4+

6. Kh3–g4! Sf4xh5

7. Lh1xd5 Sh5–f6+

8. Kg4–f5 Sf6xd5

9. Kf5–e6 Sd5–e7!

10. Ke6xd6 Se7–c8+

11. Kd6–c7 Sc8xa7

12. Kc7xb7 Sa7–b5

13. Sd4–c6 mit Idealmatt.

### Neudeutsche Themen
Die neudeutschen Themen sind ebenfalls aus dem Problemschach entliehen. Sie enthalten unter anderem Lenkungen, Verstellungen und Vorpläne, die vor dem Hauptplan ausgeführt werden müssen.
|   | a | b | c | d | e | f | g | h |   |
| 8 |   |   |   |   |   |   |   |   | 8 |
| 7 |   |   |   |   |   |   |   |   | 7 |
| 6 |   |   |   |   |   |   |   |   | 6 |
| 5 |   |   |   |   |   |   |   |   | 5 |
| 4 |   |   |   |   |   |   |   |   | 4 |
| 3 |   |   |   |   |   |   |   |   | 3 |
| 2 |   |   |   |   |   |   |   |   | 2 |
| 1 |   |   |   |   |   |   |   |   | 1 |
|   | a | b | c | d | e | f | g | h |   |

Der Hauptplan 1. Tf7xf6+? Kb6–a7 2. Dg5–g7+ Dc4–c7 3. Tf6–f7 scheitert an 3. … Tc3–c1+ 4. Kg1xg2 Tc1–c2+ 5. Kg2–f3 Tc2–c3+ 6. Kf3–e4 Tc3–c4+ 7. Ke4–d5 Tc4–c5+ 8. Kd5–e6 Tc5–c6+ 9. Ke6–f5 Tc6–c5+ 10. Kf5–g6 Tc5–c6+ 11. Kg6–h7 Ka7xa6 12. Tf7xc7 Tc6xc7 13. Dg7xc7 Patt. Durch den Vorplan 1. a4–a5+ wird das Patt vermieden.

Lösung:

1. a4–a5+!! Kb6xa6 2. Tf7xf6+ Ka6–a7 3. Dg5–g7+ Dc4–c7 4. Tf6–f7 Tc3–c1+ 5. Kg1xg2 Tc1–c2+ 6. Kg2–f3 Tc2–c3+ 7. Kf3–e4 Tc3–c4+ 8. Ke4–d5 Tc4–c5+ 9. Kd5–e6 Tc5–c6+ 10. Ke6–f5 Tc6–c5+ 11. Kf5–g6 Tc5–c6+ 12. Kg6–h7 Ka7–a8!

Nun scheint ebenfalls ein Patt zu entstehen, aber Weiß kann die gleiche Situation wie im Vorplan, nur um eine Reihe verschoben, herbeiführen, wonach er eine Zugmöglichkeit im 16. Zug hat, die er ohne den Vorplan nicht gehabt hätte.

13. Dg7–g8+ Dc7–c8 14. Tf7–f8 Tc6–c7+ 15. Kh7–h8 Ka8–a7! 16. Dg8–g1+! mit Gewinn

### Geometrische Themen
Mit dem modernen Verständnis der Studie als Kunstform schufen Komponisten ästhetisch anspruchsvollere Themen, bei denen sich bestimmte Stellungsmerkmale verschoben wiederholen, wie in der obigen Studie von Hoch, oder in denen Figuren geometrische Manöver ausführten. Dazu gehörten unter anderem das Springerrad, bei dem ein Springer über das gesamte Brett laufen muss und Zickzackkurse durch Figuren (wie im Beispiel unten).
|   | a | b | c | d | e | f | g | h |   |
| 8 |   |   |   |   |   |   |   |   | 8 |
| 7 |   |   |   |   |   |   |   |   | 7 |
| 6 |   |   |   |   |   |   |   |   | 6 |
| 5 |   |   |   |   |   |   |   |   | 5 |
| 4 |   |   |   |   |   |   |   |   | 4 |
| 3 |   |   |   |   |   |   |   |   | 3 |
| 2 |   |   |   |   |   |   |   |   | 2 |
| 1 |   |   |   |   |   |   |   |   | 1 |
|   | a | b | c | d | e | f | g | h |   |

Lösung:

1. e6–e7 b4–b3+ 2. Ka2–b1+ Ka4–b4 3. Ta1–a4+ Kb4–c5 4. Ta8–c8+ Sa6–c7!! 5. Tc8xc7+ Kc5–b6 6. c4–c5+ Kb6xc7 7. c5xd6+ Kc7xd6 8. e7–e8S+!! Kd6–d7

Nun beginnt der Springer, den Zickzackkurs als geometrisches Manöver auszuführen.

9. Se8–f6+ Kd7–e7 10. Sf6–g8+ Ke7–f7 11. Sg8–h6+ Kf7–g7 12. Sh6–f5+ Kg7–g6

Nach dem schwarzen König beteiligt sich nun der schwarze Turm am Manöver.

13. Sf5–g3 Th2–g2 14. Sg3–f1 Tg2–f2 15. Sf1–e3 Tf2–e2 16. Se3–d1 Te2–d2 17. Sd1–c3 mit Gewinn, da die Mattdrohung durch 18. Td4 oder 18. Kc1 abgewehrt wird.

### Datenbankstudien
Die Verfügbarkeit der Endspieldatenbanken von Eugene Nalimov und Ken Thompson, in denen alle möglichen Stellungen (bislang mit bis zu 6 Steinen) aufgeführt werden, ermöglichte auch Studien, die ihre Analysen auf diese Datenbanken stützen oder sogar zu großen Teilen aus Datenbankstellungen bestehen. John Roycroft lehnt reine Datenbankstudien ab, jedoch werden so immer mehr Studien unmöglich, da immer mehr Datenbanken zur Verfügung stehen. Datenbankstudien sind jedoch durchaus umstritten, so sind viele Komponisten der Meinung, dass aus Datenbanken generierte Studien in Ordnung sind, wenn eine gewisse schöpferische Höhe erreicht wird.
John Nunn hat in seinen Büchern studienartige Endspiele vorgestellt. Im Gegensatz zu einer echten Studie sind jedoch bei einem theoretischen Endspiel mehrere Gewinnwege erlaubt. Das folgende Beispiel ist ein mit einem Computer generiertes Endspiel, das auch als vollwertige Studie gelten könnte, da andere Varianten nur zu Zugwiederholungen führen würden und das Endspiel durch die beiden Abzugsschachgebote ein studienartiges Motiv enthält.
|   | a | b | c | d | e | f | g | h |   |
| 8 |   |   |   |   |   |   |   |   | 8 |
| 7 |   |   |   |   |   |   |   |   | 7 |
| 6 |   |   |   |   |   |   |   |   | 6 |
| 5 |   |   |   |   |   |   |   |   | 5 |
| 4 |   |   |   |   |   |   |   |   | 4 |
| 3 |   |   |   |   |   |   |   |   | 3 |
| 2 |   |   |   |   |   |   |   |   | 2 |
| 1 |   |   |   |   |   |   |   |   | 1 |
|   | a | b | c | d | e | f | g | h |   |

Lösung:

1. Sf4–d5! Dc7–h7 2. Sd5–e7! Oder 2. … Dh7–h5+ 3. Ke8–f8! Kh8–h7 4. Da6–e4+! Kh7–h6 5. De4–e6+ Kh6–g5 6. De6–f5+! Kg5–h4 7. Se7–g6+ +- 2. … Dh7–b1 3. Ke8–f7+! Kh8–h7 4. Da8–d5! Db1–f1+ 5. Se7–f5! Df1–b1 6. Dd5–d7 Db1–b6 7. Sf5–d6! Db6–f2+ 8. Kf7–e8+ Kh7–g6 Oder 8. … Kh7–h6 9. Sd6–f7+ Kh6–h5 10. Dd7–h3+ Kh5–g6 11. Dh3–g4+ +- bzw. 8. … Kh7–h8 9. Sd6–f7+ +- 9. Dd7–g4+ Kg6–h7 10. Sd6–f5 Df2–a7 11. Dg4–h5+ Kh7–g8 12. Sf5–e7+ mit Gewinn.

## Organisationen
Es haben sich verschiedene Organisationen gebildet, die sich ausschließlich mit Studien beschäftigen. Die bekannteste ist ARVES. Jedoch wird auch von allgemeineren Organisationen für Schachkomposition (zum Beispiel in Deutschland Die Schwalbe) die Studienkomposition unterstützt.